# Товарниця (річка)
Това́рниця — річка в Україні, в межах Путильського району Чернівецької області. Права притока Черемошу (басейн Дунаю). 

## Опис
Довжина 15 км, площа водозбірного басейну 47,5 км². Похил річки 31 м/км. Річка типово гірська — з багатьма перекатами, кам'янистим дном; є водоспади. Річище слабозвивисте. 

## Розташування
Товарниця бере початок на південний схід від села Товарниця. Тече в межах Покутсько-Буковинських Карпат переважно на північний захід. Впадає до Черемошу біля західної частини села Околена. 
Над річкою розташовані села: Товарниця, Околена.

## Притоки
- Білий Потік (ліва)